# Pinctada maxima
Pinctada maxima is een tweekleppigensoort uit de familie van de Pteriidae. De wetenschappelijke naam van de soort is voor het eerst geldig gepubliceerd in 1901 door Jameson.